# Consuela Lee
Consuela Edmonia Lee Moorehead (* 1. November 1926 in Tallahassee, Florida; † 26. Dezember 2009 in Atlanta, Georgia) war eine US-amerikanische Jazzpianistin, Komponistin, Arrangeurin und Musikpädagogin.

## Leben und Wirken
Lee wuchs in Snow Hill im Wilcox County des Bundesstaates Alabama auf und hatte eine klassische Klavierausbildung. Sie studierte Musik an der Fisk University in Nashville und an der Northwestern University in Evanston (Illinois). Danach unterrichtete sie Musiktheorie und Komposition an afroamerikanischen Colleges wie an der Alabama State University, dem Hampton Institute (inzwischen Hampton University), Talladega College und an der Norfolk State University. Frühen Einfluss auf ihr Jazzklavierspiel hatte die Musik von Mary Lou Williams, Art Tatum, Fats Waller und des frühen Nat King Cole.
Mit der von ihr gegründeten Schule schloss sie an das pädagogische Werk ihres Großvaters William James Edwards an, der ein Schüler von Booker T. Washington war und in isolierten ländlichen afroamerikanischen Gemeinden in der Zeit nach Aufhebung der Sklaverei in den Vereinigten Staaten erste Schulen für schwarze Kinder geschaffen hatte. 1979 entschied sich Lee die Universität zu verlassen und die historische Schule ihres Großvaters in Snow Hill wiederzubeleben. Schließlich entstand im Sommer 1980 das Snow Hill Institute for the Performing Arts, in dem Musik, Theater und Tanz unterrichtet wurde. Zu ihren Schülern gehört der Jazz-Schlagzeuger Sangoma Everett.
Ihre Schule mit täglichen Nachmittags- und Sommerprogrammen bestand ein Vierteljahrhundert, bis 2003 gesundheitliche Probleme sie zwangen, aufzuhören. Zuvor hatten Künstler wie Max Roach, Milt Jackson, Delroy Lindo, Odetta und ihr Neffe Spike Lee das Projekt unterstützt. Ein Jazz-Xylophon-Chor namens Bright Glory unternahm Tourneen durch Alabama. 1993 wurde sie für ihre Arbeit mit der Aufnahme in die Alabama Jazz Hall of Fame geehrt.
Mit ihren Geschwistern Bill Lee, Cliff und Grace Lee sowie Sonny Brown und Billy Higgins spielte sie 1974 unter der Bandbezeichnung The Descendents of Mike and Phoebe das Album A Spirit Speaks ein, auf dem sich auch zwei ihrer Kompositionen (Well Done, Weldon und Don't Be a Stranger) finden.
Larry Willis war Produzent ihres für Mapleshade Records aufgenommenen Duoalbums Piano Voices (2001, mit Sangoma Everett). Sie wirkte außerdem am Soundtrack des Spielfilms School Daze (1988) von Spike Lee mit; Musik von ihr wurde auch im Film The Best Man Holiday ihres Neffen Malcolm D. Lee verwendet. Ihre Komposition Prelude wurde von Max Roach aufgenommen.